# Nonpoint
Nonpoint est un groupe de heavy metal américain, originaire de Fort Lauderdale, en Floride. Formé en 1997, le groupe se compose du chanteur Elias Soriano, du batteur Robb Rivera, des guitaristes Rasheed Thomas et Dave Lizzio, et du bassiste Adam Woloszyn. Ils sont en actuel contrat avec le label Spinefarm Records depuis 2015.

## Biographie

### Débuts etStatement(1997–2002)
Nonpoint est formé en janvier 1997, durant l'émergence de la scène metal au sud de la Floride à la fin des années 1990, par le batteur Robb Rivera et le chanteur Elias Soriano. Le groupe auto-produit son premier album Separate Yourself fin 1998. Le groupe fait ensuite paraitre son premier album commercial intitulé Struggle le 18 mai 1999 au label désormais défunt, Jugular Records.
Le groupe fait ensuite paraitre son premier album, intitulé Statement, dans un label reconnu, le 10 octobre 2000 chez MCA Records. Pour la promotion de leur album, ils font une petite escale nationale avec d'autres artistes et groupes comme Hed PE, Mudvayne, Fuel, Taproot, Drowning Pool, et participent à leur première tournée officielle en 2001 au Ozzfest. Un an plus tard, l'album atteint la 166e des classements musicaux Billboard 200. Le premier single de l'album, What a Day, atteint la 24e place dans le classement Mainstream Rock.

### DevelopmentetRecoil(2002–2004)
Le second album de Nonpoint, Development, est publié le 25 juin 2002. L'album atteint la 52e place du classement Billboard, avec le premier single, Your Signs, atteignant la 36e place du Mainstream Rock. Nonpoint achève avec succès sa dernière apparition à l'Ozzfest. D'autres tournées incluaient Sevendust sur la première tournée Locobazooka, avec Filter, Sunset Black, et Papa Roach. Un second single, Circles, est présenté au NASCAR Thunder 2003. 
Deux ans après la parution de Development, Nonpoint fait paraitre son troisième album majeur Recoil le 3 août 2004 via leur nouveau label, Lava Records. L'album atteint la 115e place du Billboard. Le premier single de l'album, The Truth, atteint la 22e place du Mainstream Rock. Un autre single, Rabia, est plus commercialisé. Les tournées pour l'album incluaient Sevendust, Skindred, Dry Kill Logic, et Candiria.

### To the Pain,Live and Kicking(2005–2006)
À la suite de leur départ de Lava Records, Nonpoint signe avec le label indépendant Bieler Bros. Records. L'un des dirigeants du label, Jason Bieler, avait produit les trois derniers albums du groupe. Nonpoint refait surface avec son quatrième album, To the Pain, le 8 novembre 2005. L'album atteint la 147e place du Billboard, avec approximativement 9 000 exemplaires vendus la première semaine après parution. Le single, Bullet With a Name, atteint la 22e place au Mainstream Rock et est présenté dans le jeu vidéo WWE SmackDown vs. Raw 2007 et dans le film Les Condamnés en 2007. Le second single de l'album, Alive and Kicking, atteint la 25e place du classement. Le titre est également présenté sur WWE SmackDown vs. Raw 2007, et In the Air Tonight. Fin 2005, Nonpoint participe presque exclusivement au Sevendust pendant trois mois, avec une dernière date au New Hampshire. Nonpoint participe à la troisième tournée annuelle du Music as a Weapon avec Disturbed, Stone Sour et Flyleaf.
Nonpoint fait paraitre un coffret CD/DVD set, Live and Kicking, le 7 novembre 2006. L'album live est enregistré le 26 avril 2006 lors d'un concert à Fort Lauderdale, en Floride. L'album s'est vendu à 3 475 d'exemplaires une semaine après parution.

### Vengeance,Cut the Cord(2007–2009)
Le 6 novembre 2007, Nonpoint fait paraître son cinquième album majeur, Vengeance, au label Bieler Bros. Records. L'album s'est vendu à 8 400 d'exemplaires une semaine après parution. Vengeance atteint la 129e place du Billboard. Le premier single de l'album, March of War est mis en ligne plus tôt sur leur page officielle Myspace. Ils participent à leur première tournée du Great American Rampage Tour. Le 1er décembre 2007, durant une soirée en Floride, Soriano se brise une jambe pendant leur première chanson. Il réussit, malgré cela, à finir la soirée.
Le 3 septembre 2008, le groupe annonce le départ du guitariste Andrew Goldman « pour poursuivre une carrière hors de la musique. » Le groupe annonce qu'il participera comme prévu aux dates avec un nouveau guitariste, Zach Broderick, ancien membre du groupe Modern Day Zero. Pour la première fois depuis sa création, le line-up est modifié. Nonpoint participe à la tournée What Does Not Kill You aux côtés de 12 Stones et Anew Revolution. Il annonce ensuite une tournée en 2009 avec Mudvayne et In This Moment. Le 20 janvier 2009, le batteur Robb Rivera annonce le départ du groupe du label Bieler Bros. Nonpoint signe par la suite chez Split Media LLC. Nonpoint enregistre quelques démos à Phoenix en mai 2009, puis commercialise un nouvel EP acoustique via leur label, 954 Records, le 8 décembre 2009, intitulé Cut the Cord.

### DeMiracleàThe Return(2010–2014)
Nonpoint fait paraitre son album, Miracle, le 4 mai 2010. Le premier single du même nom est mis en ligne sur iTunes le 30 mars 2010. L'album débute à la 6e place du classement Hard Rock Albums de Billboard, et à la onzième place du classement Alternative Albums. Il débute également à la 59e place du Billboard 200.
Le groupe sort un nouvel album intitulé The Return en octobre 2014.

### Derniers albums (depuis 2015)
Pendant un concert au Amos Southend de Charlotte, en Caroline du Nord pendant la tournée Crack the Sky avec 10 Years, le groupe annonce être en train de travailler sur un neuvième album studio album, et que les enregistrements s'effectueront en février 2016. Le 15 octobre 2015, le groupe est désormais annoncé au label Spinefarm Records. L'album The Poison Red est publié le 8 juillet 2016. Nonpoint révèle qu'il fera une pause après sa tournée en 2018.

## Membres

### Membres actuels
- Elias Soriano – chant (depuis 1997)
- Robb Rivera – batterie (depuis 1997)
- Rasheed Thomas – guitare, chant secondaire (depuis 2011)
- Dave Lizzio – guitare (depuis 2011)
- Adam Woloszyn – guitare basse (depuis 2011)

### Anciens membres
- Andrew Goldman – guitare, chant secondaire (1997-2008)
- Ken MacMillan – guitare basse, chant secondaire (1997-2011)
- Zach Broderick – guitare (2008-2011)

## Discographie

### Albums studio
- 1997 : Separate Yourself
- 2000 : Statement
- 2002 : Development
- 2004 : Recoil
- 2005 : To the Pain
- 2007 : Vengeance
- 2010 : Miracle
- 2012 : Nonpoint
- 2014 : The Return
- 2016 : The Poison Red
- 2018 : X
- 2021 : Ruthless (EP)